# Maurizio Zanini
Maurizio Zanini (Milano, 17 maggio 1963) è un direttore d'orchestra e pianista italiano.
Nel 1986 si è aggiudicato il Primo Premio al Concorso Pianistico Internazionale “Dino Ciani”, ricevendo inoltre l'Oscar Internazionale della Critica “Maschera d'Argento” per la Musica Classica. Successivamente ha beneficiato dei preziosi consigli di Maurizio Pollini.
Ha tenuto recitals e concerti con orchestra al Teatro alla Scala di Milano, Barbican Centre di Londra, Sala d'Oro del Musikverein di Vienna, Musikhalle di Amburgo, Gasteig di Monaco di Baviera, Kunsthaus di Lucerna, Maison de Radio France a Parigi, Emirates Palace Auditorium di Abu Dhabi, Lincoln Center di New York.
Solista con la London Royal Philharmonic Orchestra, Philharmonisches Orchester der Stadt Nürnberg, Philharmonisches Staatsorchester Bremen, Sinfonieorchester Luzern, Orquesta Sinfònica de Córdoba, Orchestra Sinfonica dell'Accademia Nazionale di Santa Cecilia, Orchestra RAI, Teatro La Fenice di Venezia, Arena di Verona, ha collaborato con direttori quali Roberto Abbado, Aldo Ceccato, Myung-Whun Chung, Vladimir Delman, Daniele Gatti, Gianandrea Gavazzeni, Gererad Korsten, Jerzy Semkow, Alexander Vedernikov, Marcello Viotti.
Nel 2000 ha iniziato l'attività direttoriale invitato da Orchestre e Teatri tra cui la Kärntner Sinfonieorchester di Klagenfurt, Orchestra della Svizzera Italiana, Ankara Presidential Symphony, Malta Philharmonic, Teatro San Carlo di Napoli, Teatro La Fenice di Venezia, Arena di Verona, Teatro Comunale di Bologna, Teatro Verdi di Trieste, Teatro Ente Concerti di Sassari, Teatro Vittorio Emanuele di Messina, Teatro Marrucino di Chieti, Cameristi della Scala, Istituzioni Concertistico Orchestrali di Bari, L'Aquila, Lecce, Milano, Padova, Palermo, Parma, Sanremo, collaborando con solisti quali Linda Campanella, Bruno Canino, Robert Cohen, Alain Meunier, Natalia Roman, Ausrine Stundyte, Daniil Trifonov, Lorna Windsor.
Ha diretto La Clemenza di Tito al Teatro dell'Opera Giocosa di Savona, Il barbiere di Siviglia di Paisiello al Teatro Verdi di Sassari e al Teatro Marrucino di Chieti, e il più celebre Barbiere di Siviglia di Rossini in tournée con il Teatro La Fenice all'Emirates Palace Auditorium di Abu Dhabi.